# Sakina Ntibanyitesha
Sakina Ntibanyitesha, född 1975 i Burundi, är en svensk undersköterska, författare och föreläsare. 

## Biografi
Ntibanyitesha fick flyktingstatus 2003 hos FN och hamnade så småningom i Luleå i Sverige där hon utbildade sig till undersköterska.
Hon började skriva om sitt liv och skildrar i sin berättelser flykt undan krig och vad det kan innebära.
Hon debuterade 2012 som författare på svenska med två självbiografiska böcker, utgivna på Blue Publishing. Första boken Ormbarn handlar om hennes barndom i Burundi. I den andra delen Farligare än djur skildrar hon sina upplevelser i kriget.